# Modèle ΛCDM
 (novembre 2022).
Si vous disposez d'ouvrages ou d'articles de référence ou si vous connaissez des sites web de qualité traitant du thème abordé ici, merci de compléter l'article en donnant les références utiles à sa vérifiabilité et en les liant à la section « Notes et références ».

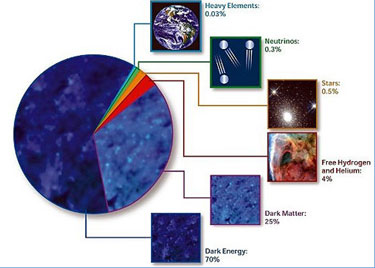
Tous les objets visibles de l’univers observable (étoiles, gaz, poussières, nébuleuses, particules) ne constitueraient qu’environ 5 % de sa densité d'énergie totale. Le reste de la densité d'énergie est constitué pour un quart de matière noire, et pour le reste d’énergie sombre, dont la nature exacte n’est pas connue à l'heure actuelle.

En cosmologie, le modèle ΛCDM, (se prononce « Lambda CDM », qui signifie en anglais Lambda - Cold Dark Matter, c'est-à-dire le modèle « lambda - matière noire froide ») ou modèle de concordance, est un modèle cosmologique du Big Bang paramétré par une constante cosmologique notée par la lettre grecque Λ et associée à l'énergie sombre. Il est souvent appelé modèle standard du Big Bang, car c'est le modèle le plus simple qui rende compte des propriétés de l'Univers observable :
- l'existence et la structure du fond diffus cosmologique[5],[6] ;
- la structure à grande échelle de la distribution des galaxies[5],[6] ;
- l'abondance des nucléons[5] et celle des éléments légers (hydrogène, hélium et lithium)[6] ;
- l'expansion de l'Univers[6] et l'accélération de son expansion[5].

Ce modèle suppose que la théorie de la relativité générale décrit correctement la gravité à l'échelle cosmologique. Il est apparu à la fin des années 1990, après une période où plusieurs propriétés observées de l'Univers semblaient mutuellement incompatibles, et où aucun consensus n'existait sur la composition des densités d'énergie de l'Univers.

## Description

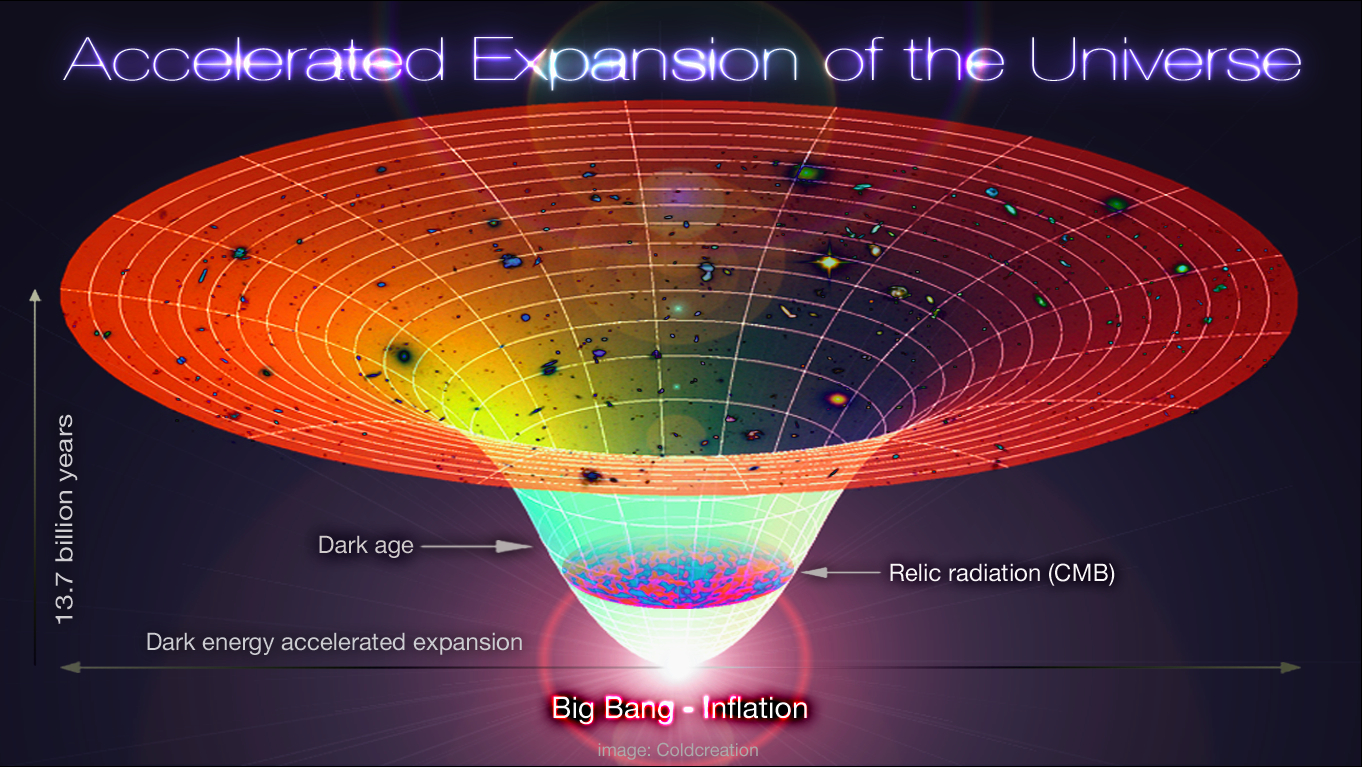
Expansion accélérée de l'univers selon le modèle Lambda-CDM. Cette frise chronologique représente schématiquement l'inflation depuis le Big Bang (il y a 13,7 Ga) jusqu'à aujourd'hui.

Le modèle ΛCDM se fonde sur trois hypothèses :
- le principe cosmologique[8], en vertu duquel l'Univers est homogène et isotrope à grande échelle ;
- le principe d'universalité[8], en vertu duquel la gravitation est décrite par la relativité générale à toutes les échelles ;
- le contenu en matière de l'Univers, donné par la matière noire froide (CDM), les baryons et le rayonnement.

L'Univers contient, de plus, de l'énergie sombre. La lettre grecque Λ est usuellement le symbole de la constante cosmologique, qui est la forme la plus simple d'énergie sombre.
Un tel modèle est aujourd'hui considéré comme le modèle cosmologique le plus simple pouvant décrire l’univers observable. Il est à la base du modèle standard de la cosmologie. Il a supplanté le modèle SCDM, identique si ce n’est qu’il ne possède pas d'énergie sombre, dans le courant des années 1990.
La motivation de ce type de modèle provient de la combinaison de plusieurs observations qui contraignent certains paramètres cosmologiques :
- la détection indirecte de matière noire, par son influence gravitationnelle au sein des galaxies et des amas de galaxies ;
- l’estimation de la densité de cette matière noire, qui est inférieure à la densité critique de l'Univers ;
- les contraintes sur la courbure spatiale de l’Univers, qui indiquent que sa densité totale est très proche de la densité critique ;
- l’observation de l’accélération de l'expansion de l'Univers par l'étude de la distance de luminosité des supernovas de type Ia, qui implique l’existence d’énergie sombre.

La combinaison de ces contraintes rend nécessaire la présence de matière sombre, ainsi que l’adjonction d’une autre forme de matière, l’énergie sombre, ayant un effet répulsif sur l’expansion de l’Univers.
Le modèle ΛCDM minimal — dit vanilla en anglais, — est défini par six paramètres,, aux effets indépendants, à savoir :
{\displaystyle \left\{A_{s},\;n_{s},\;\omega _{b},\;\omega _{m},\;\Omega _{\Lambda },\;\tau \right\}},
où :
- {\displaystyle A_{s}} est l'amplitude globale du spectre primordial[16] ;
- {\displaystyle n_{s}} est l'indice spectral[17],[18] des perturbations primordiales scalaires de densité[17] ;
- {\displaystyle \omega _{b}} est la densité de baryons[13],[19], avec[13] : {\displaystyle \omega _{b}=\Omega _{b}h^{2}} ;
- {\displaystyle \omega _{m}} est la densité de matière[13] non-relativiste[19], avec[13] : {\displaystyle \omega _{m}=\Omega _{m}h^{2}} ;
- {\displaystyle \Omega _{\Lambda }} est la densité fractionnelle[13] de constante cosmologique[16] ;
- {\displaystyle \tau } est l'épaisseur[17] ou profondeur optique de la réionisation[18].

La densité de photons est fixée par la température mesurée {\displaystyle T_{0}} du fond diffus cosmologique : {\displaystyle T_{0}=2,725\;\mathrm {K} }.
Les neutrinos sont considérés comme de masse nulle.
L'Univers est supposé plat.

## Critiques du modèle
Le modèle standard, bien que privilégié par la majorité des physiciens, fait l'objet de critiques pour ses hypothèses ad-hoc concernant des problèmes cosmologiques connus et non expliqués de façon jugée satisfaisante par le modèle ΛCDM : problème de la formation des structures, problème de la platitude, asymétrie baryonique, problème des baryons manquants, problème de la rotation des galaxies, problème de l'accélération de l'expansion de l'Univers...
Diverses variantes de ce modèle coexistent donc, très souvent inspirées de la relativité générale, parmi lesquelles les théories MOND, l'Univers de Milne, les modèles bi-métriques et les théories des cordes (voir la liste des divers modèles cosmologiques).